# Nicorești (gmina)
Nicorești – gmina w Rumunii, w okręgu Gałacz. Obejmuje miejscowości Braniștea, Coasta Lupei, Dobrinești, Fântâni, Grozăvești, Ionășești, Mălureni, Nicorești, Piscu Corbului i Sârbi. W 2011 roku liczyła 3602 mieszkańców. 